# Harrow (Fernsehserie)/Episodenliste
Diese Episodenliste enthält alle Episoden der australischen Krimi-Dramaserie Harrow, sortiert nach der australischen Erstausstrahlung. Die Fernsehserie umfasst derzeit drei Staffeln mit 30 Episoden.

## Übersicht
| Staffel | Episodenanzahl | Erstausstrahlung Australien | Erstausstrahlung Australien | Deutschsprachige Erstveröffentlichung | Deutschsprachige Erstveröffentlichung |
| Staffel | Episodenanzahl | Staffelpremiere             | Staffelfinale               | Staffelpremiere                       | Staffelfinale                         |
| ------- | -------------- | --------------------------- | --------------------------- | ------------------------------------- | ------------------------------------- |
| 1       | 10             | 9. März 2018                | 11. Mai 2018                | 16. Oktober 2020                      | 16. Oktober 2020                      |
| 2       | 10             | 12. Mai 2019                | 14. Juli 2019               | 04. Oktober 2021                      | 04. Oktober 2021                      |
| 3       | 10             | 7. Februar 2021             | 11. April 2021              | 10. Januar 2022                       | 10. Januar 2022                       |

## Staffel 1
Die Erstausstrahlung der ersten Staffel war vom 9. März bis zum 11. Mai 2018 auf dem australischen Sender ABC zu sehen. Die deutschsprachige Erstveröffentlichung erfolgte am 16. Oktober 2020 bei den Subscription-Video-on-Demand-Anbietern Joyn, Prime Video, Sky Go, Sky Ticket und TVNOW gleichzeitig.
| Nr. (ges.) | Nr. (St.) | Deutscher Titel                        | Originaltitel              | Erstausstrahlung Australien | Deutschsprachige Erstveröffentlichung (D-A-CH) | Regie             | Drehbuch         |
| ---------- | --------- | -------------------------------------- | -------------------------- | --------------------------- | ---------------------------------------------- | ----------------- | ---------------- |
| 1          | 1         | Schuldige Handlung                     | Actus Reus                 | 9. März 2018                | 16. Okt. 2020                                  | Kate Dennis       | Stephen M. Irwin |
| 2          | 2         | Von Herzen                             | Ex Animo                   | 16. März 2018               | 16. Okt. 2020                                  | Peter Salmon      | Stephen M. Irwin |
| 3          | 3         | Hier sind Drachen                      | Hic Sunt Dracones          | 23. März 2018               | 16. Okt. 2020                                  | Peter Salmon      | Stephen M. Irwin |
| 4          | 4         | Ende des Lebens, nicht der Liebe       | Finis Vitae Sed Non Amoris | 30. März 2018               | 16. Okt. 2020                                  | Tony Krawitz      | Stephen M. Irwin |
| 5          | 5         | Ich bin nicht mehr, der ich einmal war | Non Sum Qualis Eram        | 6. Apr. 2018                | 16. Okt. 2020                                  | Tony Krawitz      | Stephen M. Irwin |
| 6          | 6         | Gold ist Macht                         | Aurum Potestas Est         | 13. Apr. 2018               | 16. Okt. 2020                                  | Tony Tilse        | Stephen M. Irwin |
| 7          | 7         | Pia Mater                              | Pia Mater                  | 20. Apr. 2018               | 16. Okt. 2020                                  | Tony Krawitz      | Stephen M. Irwin |
| 8          | 8         | Sünden des Vaters                      | Peccata Patris             | 27. Apr. 2018               | 16. Okt. 2020                                  | Catriona McKenzie | Leigh McGrath    |
| 9          | 9         | Gesetz der Vergeltung                  | Lex Talionis               | 4. Mai 2018                 | 16. Okt. 2020                                  | Daniel Nettheim   | Stephen M. Irwin |
| 10         | 10        | Schuldiger Geist                       | Mens Rea                   | 11. Mai 2018                | 16. Okt. 2020                                  | Daniel Nettheim   | Stephen M. Irwin |

## Staffel 2
Die Erstausstrahlung der zweiten Staffel war vom 12. Mai bis zum 14. Juli 2019 erneut auf dem australischen Sender ABC zu sehen. Die deutschsprachige Erstveröffentlichung erfolgte am 4. Oktober 2021 bei Joyn Plus+
| Nr. (ges.) | Nr. (St.) | Deutscher Titel           | Originaltitel      | Erstausstrahlung Australien | Deutschsprachige Erstveröffentlichung (D-A-CH) | Regie            | Drehbuch          |
| ---------- | --------- | ------------------------- | ------------------ | --------------------------- | ---------------------------------------------- | ---------------- | ----------------- |
| 11         | 1         | Aus tiefstem Herzen       | Abo Imo Pectore    | 12. Mai 2019                | 4. Okt. 2021                                   | Catherine Millar | Stephen M. Irwin  |
| 12         | 2         | Wage es zu tun            | Audere Est Facere  | 19. Mai 2019                | 4. Okt. 2021                                   | Catherine Millar | Leigh McGrath     |
| 13         | 3         | In sich falsch            | Malum In Se        | 26. Mai 2019                | 4. Okt. 2021                                   | Peter Andrikidis | Michaeley O’Brien |
| 14         | 4         | Kranke Träume             | Aegri Somnia       | 2. Juni 2019                | 4. Okt. 2021                                   | Peter Andrikidis | Stephen M. Irwin  |
| 15         | 5         | Von Anfang an             | Ab Initio          | 9. Juni 2019                | 4. Okt. 2021                                   | Grant Brown      | Michaeley O’Brien |
| 16         | 6         | Ort der Reue              | Locus Poenitentiae | 16. Juni 2019               | 4. Okt. 2021                                   | Grant Brown      | Leigh McGrath     |
| 17         | 7         | Ruhe in Frieden           | Parce Sepulto      | 23. Juni 2019               | 4. Okt. 2021                                   | Mairi Cameron    | Michaeley O’Brien |
| 18         | 8         | Lass ihn im Grabe ruhen   | Sub Silenti        | 30. Juni 2019               | 4. Okt. 2021                                   | Geoff Bennett    | Stephen M. Irwin  |
| 19         | 9         | Der Weg bergab ist leicht | Facilis Descensus  | 7. Juli 2019                | 4. Okt. 2021                                   | Declan Eames     | Leigh McGrath     |
| 20         | 10        | Oberhaupt der Familie     | Pater Familias     | 14. Juli 2019               | 4. Okt. 2021                                   | Declan Eames     | Stephen M. Irwin  |

## Staffel 3
Die Erstausstrahlung der dritten Staffel fand vom 7. Februar bis zum 11. April 2021 auf dem australischen Sender ABC statt. Eine deutschsprachige Erstveröffentlichung erfolgte am 10. Januar 2022 bei den Subscription-Video-on-Demand-Anbietern Prime Video, RTL+ und Sky Ticket gleichzeitig.
| Nr. (ges.) | Nr. (St.) | Deutscher Titel                               | Originaltitel                    | Erstausstrahlung Australien | Deutschsprachige Erstveröffentlichung (D-A-CH) | Regie            | Drehbuch          |
| ---------- | --------- | --------------------------------------------- | -------------------------------- | --------------------------- | ---------------------------------------------- | ---------------- | ----------------- |
| 21         | 1         | Die Mutter steht immer fest                   | Marta Semper Certa Est           | 7. Feb. 2021                | 10. Jan. 2022                                  | Tony Tilse       | Stephen M. Irwin  |
| 22         | 2         | Sie verurteilen was sie nicht verstehen       | Damnant Quod Non Intellegunt     | 14. Feb. 2021               | 10. Jan. 2022                                  | Ioan Gruffudd    | Leigh McGrath     |
| 23         | 3         | Wer zu spät kommt, den bestraft das Leben     | Tarde Venientibus Ossa           | 21. Feb. 2021               | 10. Jan. 2022                                  | Grant Brown      | Stephen M. Irwin  |
| 24         | 4         | Geregelte Erbfolge                            | Per Stirpes                      | 28. Feb. 2021               | 10. Jan. 2022                                  | Grant Brown      | Stephen M. Irwin  |
| 25         | 5         | Wenn der eigene Körper sich gegen dich wendet | Ut Biberent Quoniam Esse Nollent | 7. März 2021                | 10. Jan. 2022                                  | Catherine Millar | Stephen M. Irwin  |
| 26         | 6         | Gib einem Jungen kein Schwert in die Hand     | Ne Puero Gladium                 | 14. März 2021               | 10. Jan. 2022                                  | Catherine Millar | Leigh McGrath     |
| 27         | 7         | Die Dosis macht das Gift                      | Sola Dosis Facit Venemum         | 21. März 2021               | 10. Jan. 2022                                  | Mairi Cameron    | Michaeley O’Brien |
| 28         | 8         | Die Würfel sind gefallen                      | Alea Iacta Est                   | 28. März 2021               | 10. Jan. 2022                                  | Mairi Cameron    | Stephen M. Irwin  |
| 29         | 9         | Bauernopfer                                   | Quam Innocentum Damnari          | 4. Apr. 2021                | 10. Jan. 2022                                  | Peter Andrikidis | Leigh McGrath     |
| 30         | 10        | Von Anfang an                                 | Ab Initio                        | 11. Apr. 2021               | 10. Jan. 2022                                  | Peter Andrikidis | Stephen M. Irwin  |